# Chris Blom
Chris Blom, (10 december 1963) is een Belgisch dirigent, muziekpedagoog, hoboïst en althoboïst. 
Hij was van 1998 tot april 2009 dirigent van het Koninklijk Harmonieorkest Sint-Laureys te Hove.
Hij studeerde aan Het Koninklijk Vlaams Conservatorium te Antwerpen en haalde volgende eerste prijzen :
- 1982 : Eerste prijs Notenleer
- 1985 : Eerste prijs Hobo
- 1986 : Eerste prijs Engelse Hoorn
- 1986 : Eerste prijs Kamermuziek

Hij speelde 2 jaar Hobo in de Muziekkapel van de Belgische luchtmacht en 5 jaar Hobo Solo in het orkest van 'Jeugd en Muziek'.
Chris was ook geruime tijd leraar Hobo aan het Stedelijk Conservatorium te Leuven.